# 천국의 열쇠
《천국의 열쇠》(영어: The Keys of the Kingdom)는 1944년에 개봉한 미국의 영화이다. A. J. 크로닌의 동명 소설을 영화화했다.

## 줄거리
슬리트 몬시뇰은 스코틀랜드 트위드사이드의 타인캐슬에 있는 프랜시스 치섬 신부의 나이 든 교구를 방문한다. 슬리트 몬시뇰은 주교가 프랜시스 신부의 최근 비정통적인 가르침이 혼란을 야기하고 있으므로 그가 은퇴하는 것이 더 나을 것이라고 생각한다고 밝힌다. 슬리트 몬시뇰은 사제관의 자신의 방으로 돌아가 1878년부터의 프랜시스 신부의 일기를 발견한다.
어린 시절 어느 비 오는 밤, 가톨릭 반대 폭도들이 프랜시스의 아버지를 때렸다. 프랜시스의 어머니가 남편을 안전한 곳으로 데려가려던 중, 두 사람은 다리 붕괴로 사망한다. 프랜시스는 고모에 의해 길러지다가 어린 시절 친구인 안셀름 "앵거스" 밀리와 함께 신학교에 간다. 프랜시스는 약 1년 동안 공부하지만 고향 여자 노라를 여전히 사랑하고 있음을 알게 된다. 프랜시스는 신학교로 떠난 후 노라가 다른 남자와 사생아를 낳았다는 것을 알게 된다. 프랜시스는 노라를 찾아가지만, 그녀가 딸 주디를 낳고 죽기 직전에 도착한다. 그는 신학교로 돌아와 학업을 마친다.
맥냅 주교는 프랜시스가 중국 선교 활동에 자원할 것을 제안한다. 프랜시스는 이를 수락한다. 중국 바이탄에서 프랜시스는 홍수로 선교가 파괴된 것을 알게 된다. 그는 도시에서 작은 방을 빌려 복음을 전하기 시작한다. 그러나 돈이나 영향력이 없었기 때문에 프랜시스는 무료 쌀을 받기 위해 참석하는 "쌀 가톨릭 신자"들에게 꾸지람을 듣는다.
어린 중국인 기독교인 조셉은 무료로 교회를 재건하는 것을 돕겠다고 제안한다. 그는 선교사의 귀환 소식을 듣고 닷새를 걸어 마을에 도착했다. 그들은 성 안드레아 선교회를 세운다.
프랜시스는 어린 시절 친구인 윌리엄 (윌리) 툴럭 박사로부터 의료용품을 받는다. 한 노파가 손녀와 함께 와서 자신이 죽으면 프랜시스가 아이를 돌봐달라고 부탁한다. 프랜시스는 지역 관리인 치아 씨의 집으로 소환되어 치아 씨의 외아들의 감염을 치료한다. 프랜시스는 결국 소년을 살린다. 몇 주 후, 치아 씨는 프랜시스에게 기독교로 개종하러 온다. 그러나 프랜시스는 그가 진정한 믿음이 아닌 감사함에서 개종하는 것이기 때문에 그를 거부한다. 안도한 치아 씨는 선교회 재건을 위해 땅을 기부하고 노동자를 제공한다. 수녀 세 명이 도착하여 추가적인 기독교 시설을 마련한다.
2년 후, 윌리는 스코틀랜드에서 방문하여 임시 병원을 세운다. 선교회는 공화당 군대와 싸우는 제국군에 의해 발생한 화재로 마을 대부분과 함께 파괴된다. 윌리는 치명적인 총상을 입고 프랜시스의 돌봄 속에서 죽는다. 제국군은 선교회의 식량과 자금 대부분을 요구하거나 선교회를 파괴하겠다고 위협한다. 공화당 군 장교와 프랜시스는 계획을 세운다. 그들은 음식과 돈을 가지고 있는 척하며 제국군 진영에 접근한다. 꾸러미는 폭발물이다. 공화당 장교는 그것을 주된 공격 대포 옆에 놓는다. 프랜시스는 횃불을 던져 불을 붙인다. 대포는 파괴되고 32명의 군인도 사망한다. 프랜시스는 부상을 입어 그 이후로 다리를 절게 된다.
나중에 앵거스가 선교지 검토의 일환으로 도착한다. 그는 맥냅 주교가 사망했다고 밝힌다. 교회는 선교회 재건 비용을 지불할 수 없으며, 프랜시스는 모든 선교사 중 가장 낮은 개종률을 보인다. 앵거스는 프랜시스에게 부유한 중국인들을 개종시키는 데 집중하고 현지인들에게 깊은 인상을 주기 위해 옷과 숙소를 개선하라고 말한다. 그러나 프랜시스는 이를 거부한다.
10년 후, 프랜시스는 벌을 키우고 밀랍과 꿀을 만들고 있다. 새로운 교회가 지어졌다. 바이탄에 라이벌 미국 선교회가 개설되었다. 피스크 목사와 그의 아내가 운영하는 감리교 소속의 개신교 선교회이다.
몇 년 후, 프랜시스는 은퇴 연령에 도달하고 두 명의 젊은 사제가 그를 대신하기 위해 온다. 프랜시스는 스코틀랜드로 돌아가면 주디의 아들 앤드루를 돌볼 계획이다. 마지막 날, 프랜시스가 오픈카를 타고 지나가자 마을 사람들은 거리에 늘어서 있다. 프랜시스는 군중에게 축복을 내린다.
슬리트 몬시뇰은 프랜시스 신부의 일기를 밤새 읽고 결국 주교에게 프랜시스 신부의 교구에 아무 이상이 없다고 말하기로 결정하여 그가 계속해서 교구를 섬기고 앤드루를 키울 수 있도록 한다. 그들은 낚싯대를 가지고 떠난다.

## 출연
- 그레고리 펙 - 프란시스 치셤
- 로즈 스트래드너 - 마리아 수녀
- 토마스 미첼 - 윌리
- 제인 벨 - 노라
- 레너드 스트롱 - 차대인
- 광병웅 - 요셉

## 한국판 성우진(KBS)
- 유강진 - 프란시스 치셤(그레고리 펙)
- 박상일 - 윌리(토마스 미첼)
- 이경자 - 마리아 수녀(로즈 스트래드너) / 프란시스의 엄마(루스 닐슨)
- 이정은 - 폴리 고모(에디스 바렛)
- 탁원제 - 성직자(세드릭 하드위크)
- 손정아 - 노라(페기 앤 가너/제인 벨) / 피스케 신부의 아내(앤 리비어) / 중국인의 아내(진석란)
- 이재명 - 차대인(레너드 스트롱)
- 설영범 -  피스케 신부(제임스 글리슨) / 파오(안필립) / 중국인(장희증)
- 김성희 - 어린 프란시스(로디 맥도웰)
- 김새영 - 프란시스의 아버지(데니스 호이) / 슬린스 신부(에드먼드 그웬)
- 이윤선 - 요셉(광병웅)
- 장광 - 앤거스(빈센트 프라이스) / 교사(아서 실즈)
- 이규화 - 장교(리처드 루) / 프란시스의 삼촌(J. 안소니 휴스)
- 안종익 - 군인(빌 웡)